# Фламуртари (футбольный клуб)
«Фламуртари» (алб. KS Flamurtari Vlorë) — албанский футбольный клуб из города Влёра, выступавший в Суперлиге Албании. Основан 23 марта 1923 году под именем «СК Йероним», современное название носит с 1956 года. Домашние матчи проводит на стадионе «Фламуртари», вмещающем 9500 зрителей. Главным достижением клуба является победа в Суперлиге Албании в 1991 году.

## Достижения
- Чемпионат Албании:
  - Золото: 1990/91.
  - Серебро (7): 1946, 1948, 1981/82, 1985/86, 1986/87, 1987/88, 2010/11
  - Бронза (3): 1989/90, 1993/94, 1996/97.
- Кубок Албании:
  - Обладатель (4): 1984/85, 1987/88, 2008/09, 2013/14
  - Финалист (8): 1960, 1983, 1984, 1987, 1990, 1991, 1996, 1997.
- Суперкубок Албании:
  - Обладатель (2): 1990, 1991.

## Основные даты в истории клуба

Прежний логотип «Фламуртари»

- 1923 — основание клуба под именем «СК Йероним»
- 1930 — дебют в Суперлиге Албании
- 1935 — переименование клуба в «КС Исмаили Кимали»
- 1945 — переименование клуба в «Фламуртари»
- 1950 — переименование клуба в «Пуна»
- 1956 — переименование клуба в «Фламуртари»
- 1985 — первая победа в Кубке Албании
- 1985 — дебют в еврокубках
- 1991 — победа в Суперлиге Албании

## Выступления в еврокубках
| Сезон   | Турнир          | Раунд | Страна                     | Клуб         | Дома | В гостях |
| ------- | --------------- | ----- | -------------------------- | ------------ | ---- | -------- |
| 1985/86 | Кубок кубков    | 1R    | Флаг Финляндии             | ХИК          | 1-2  | 2-3      |
| 1986/87 | Кубок УЕФА      | 1R    | Флаг Испании               | Барселона    | 1-1  | 0-0      |
| 1987/88 | Кубок УЕФА      | 1R    | Флаг Югославии (1945—1991) | Партизан     | 2-0  | 1-2      |
| 1987/88 | Кубок УЕФА      | 2R    | Флаг ГДР                   | Висмут (Ауэ) | 2-0  | 0-1      |
| 1987/88 | Кубок УЕФА      | 3R    | Флаг Испании               | Барселона    | 1-0  | 1-4      |
| 1988/89 | Кубок кубков    | 1R    | Флаг Польши                | Лех          | 2-3  | 0-1      |
| 1990/91 | Кубок кубков    | 1R    | Флаг Греции                | Олимпиакос   | 0-2  | 1-3      |
| 1991/92 | Кубок чемпионов | 1R    | Флаг Швеции                | Гётеборг     | 1-1  | 0-0      |
| 1996/97 | Кубок кубков    | QR    | Флаг Словакии              | Гуменне      | 0-2  | 0-1      |
| 2009/10 | Лига Европы     | 2QR   | Флаг Шотландии             | Мотеруэлл    | 1-0  | 1-8      |
| 2012/13 | Лига Европы     | 1QR   | Флаг Венгрии               | Гонвед       | 0-1  | 0-2      |

- QR = квалификационный раунд
- 1QR = 1-й квалификационный раунд
- 2QR = 2-й квалификационный раунд
- 1R = 1-й раунд
- 2R = 2-й раунд
- 3R = 3-й раунд